# Antonio Caccianiga
Antonio Caccianiga (Treviso, 30 giugno 1823 – Maserada sul Piave, 22 aprile 1909) è stato un politico, patriota e scrittore italiano.

## Biografia

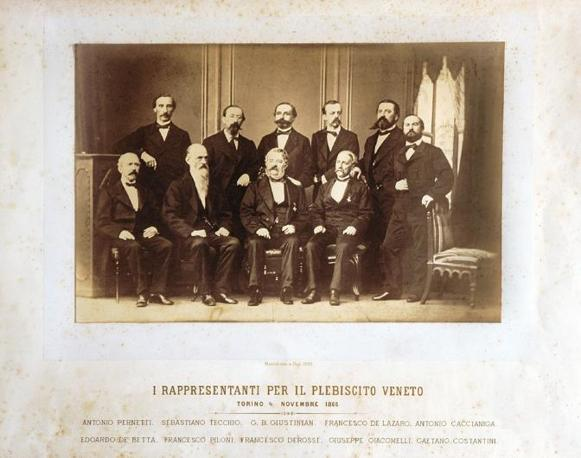
I rappresentanti per il plebiscito del Veneto del 1866

Dopo avere studiato storia naturale ed economia rurale a Padova e Milano, a causa delle sue idee liberali ed antiaustriache fu costretto ad esulare in Piemonte, Svizzera, Francia ed Inghilterra, mentre il governo asburgico gli sequestra i beni paterni. Rientrato a Treviso nel 1854 per un'amnistia, con la moglie parigina si stabilì nella sua villa situata nella località Saltore in Varago a Maserada sul Piave, mantenendo i contatti con altri patrioti ed intellettuali.
Ebbe varie cariche pubbliche: fu podestà e sindaco di Treviso (in quanto tale ebbe l'onore di far parte della delegazione che portò a Torino i risultati del plebiscito del Veneto del 1866 a re Vittorio Emanuele II), sindaco di Maserada, deputato del Regno d’Italia, prefetto di Udine, presidente del consiglio della provincia di Treviso, consigliere della Scuola Enologica di Conegliano (TV) e presidente dell'Ateneo di Treviso.
Giornalista e scrittore, pubblicò alcuni romanzi di contenuto risorgimentale ed antiaustriaco: I vampiri e l'incubo, Il convento, Brava gente, Il roccolo di Sant'Alipio, Il proscritto. Altre sue opere di elogio alla vita campestre o comunque rusticane, e sempre moralistiche o didascaleggianti, sono:  La vita campestre, Il dolce far niente, Le cronache del villaggio, Il bacio della contessa Savina, Frondeggi, Lettere d‘un marito alla moglie morta.  Ricco di descrizioni e di sentimenti è anche un Ricordo della provincia di Treviso.
Risale al 1869 l'opuscolo I bagni di Comano: escursioni in cui Caccianiga riassume il suo soggiorno presso Comano Terme e le varie gite o escursioni nei paesi della zona delle Giudicarie Esteriori. Tale opera venne successivamente usata come "libro di III Classe delle scuole popolari austriache" della zona.
Delle sue opere letterarie si sono interessati scrittori come Benedetto Croce ed Enzo Demattè.

## Opere
- Alcuni giorni ai bagni - commedia in quattro atti, Milano, 1847.
- Le donne hanno ragione, Milano, 1853.
- La vita campestre, Milano, 1867.
- Bozzetti morali ed economici, Treviso, 1868.
- I bagni di Comano, Treviso, 1869.
- Il dolce far niente - Scene della vita veneziana del secolo passato, Milano, 1869.
- I vampiri e l'incubo, Treviso, 1870.
- Il proscritto: scene della vita contemporanea, 2ª ed., Milano, 1870.
- Ricordi d'un eremita, Milano, 1870-1874.
- Le cronache del villaggio, Milano, 1872.
- Ricordo della provincia di Treviso, Treviso, 1872.
- La questione economica e l'agricoltura, Milano, 1874.
- Il bacio della contessa Savina, Milano, 1875.
- Villa Ortensia, Milano, 1876.
- Novità dell'industria applicata alla vita domestica, Milano, 1878.
- Sotto i ligustri, Milano, 1881.
- Il roccolo di sant'Alipio, Milano, 1881.
- Il convento, Milano, 1883.
- Avventure in guerra, Milano, 1883.
- La famiglia Bonifazio, Milano, 1886.
- Brava gente, Milano, 1888.
- Feste e funerali, Treviso, Luigi Zoppelli editore, 1889.
- Frondeggi, Treviso, 1894.
- Lettere d'un marito alla moglie morta, Milano, 1897.